# Martinsheim
Martinsheim è un comune tedesco di 998 abitanti, situato nel land della Baviera.